# Natale Dalle Laste
Natale Dalle Laste ou Lastesio est un poète et philologue italien né à Marostica le 30 mars 1707, et mort le 21 juin 1792 à Marsan.

## Œuvres
Outre différentes Oraisons funèbres en latin, et qui établirent sa réputation, on a de lui d’autres opuscules estimés :
- Laurentii Pataroli Vita, à la tête des œuvres de Patarol, Venise, 1743, in-4°.
- De museo Philippi Farsetti epistola ad Cortonensium academiam, Venise, 1764, in-4°.
- Instruction de Saint Grégoire de Nazianze aux vierges, traduite du grec en vers italiens, ibid., 1751, in-4° ; Padoue, 1776, in-4°.
- Gratulationes, etc. Padoue, 1767, in-8°. La plupart des pièces que contient ce recueil avaient déjà paru séparément.
- Carmina, Padoue, 1774, in-4°. On y distingue un poème intitulé Apollo vaticanus, qui avait déjà été publié avec une traduction italienne in verso sciolto, par Pagello, Bassano, 1773.
- Vita Francisci Algarotti, ibid., 17..., in-8°. On la trouve dans les Vitæ Italorum de Fabroni. Dalle Laste coopéra avec Marco Forcellini à la correction et à l’édition des ouvrages de Sperone Speroni, Venise, 1740, 5 vol. in-4°. On cite, parmi les manuscrits qu’il a laissés, une traduction en vers libres non rimés de l’Énéide, de l’Art poétique d’Horace, et un Recueil de lettres assez intéressant.